# Dennis Grabosch
Dennis Grabosch (* 2. März 1978 in Wedel, Schleswig-Holstein) ist ein deutscher Schauspieler.

## Leben
Bereits 1991 gewann er mit seiner Kurzgeschichte Der erste Kuss den Tele-5-Drehbuchwettbewerb Das fliegende Klassenzimmer, ein Schülerprojekt der Bavaria-Filmtour. Mit seinen Freunden schrieb und realisierte er eigene Theater- und Filmprojekte. Er schrieb auch das Drehbuch zu Katja Studts Film Sechshundertzweiunddreißig.
In den nächsten Jahren hatte er hauptsächlich Gastauftritte in verschiedenen Serien. Von 2006 bis 2011 spielte er die Rolle des homosexuellen Eiskunstläufers Roman Wild in der RTL-Seifenoper Alles was zählt.
Dennis Grabosch hat zwei Brüder.
Er lebt offen homosexuell. Seit 2007 führt er mit dem Psychologen Brent Magee eine eingetragene Lebenspartnerschaft und lebt mit ihm zusammen in London.

## Filmografie (Auswahl)

### Filme
- 1996: Der Mörder meiner Mutter
- 1996: Crash Kids
- 1997: Tatort – Bombenstimmung
- 1999: Verlorene Kinder
- 1999: Im Fadenkreuz II
- 2000: Tatort – Einmal täglich
- 2002: Der Wannsee-Mörder
- 2002: Zwischen den Sternen
- 2002: Führer Ex
- 2003: Die Liebe kommt als Untermieter
- 2003: Polizeiruf 110 – Pech und Schwefel
- 2007: Tatort – Der Traum von der Au

### Fernsehserien
- 1996: Schlosshotel Orth (Folge 2x05)
- 1996: Unter uns
- 1997: Einsatz Hamburg Süd (Folge 1x04)
- 1997: Ein Fall für zwei (Folge 17x09)
- 1997: Drei mit Herz (4 Folgen)
- 1998: First Love – Die große Liebe (Folge 1x17)
- 1998: Dr. Monika Lindt – Kinderärztin, Geliebte, Mutter (Folge 1x04)
- 1999: Evelyn Hamanns Geschichten aus dem Leben (Folge 1x33)
- 1999, 2004: SOKO 5113 (Folgen 17x04, 25x05)
- 2000: Doppelter Einsatz (Folge 6x01)
- 2000: Küstenwache (Folge 3x08)
- 2000: Kommissar Rex (Folge 6x11)
- 2001: Der Fahnder (Folge 11x05)
- 2001: SOKO Leipzig (Folge 1x10)
- 2001: Die Kommissarin (Folge 4x03)
- 2001: Für alle Fälle Stefanie (Folge 6x37)
- 2002: In aller Freundschaft (Folge 4x19)
- 2002: Unser Charly (6 Folgen)
- 2002–2003: Wolffs Revier (Folgen 10x01, 12x04)
- 2002: Abschnitt 40 (Folge 1x03)
- 2003: SOKO Kitzbühel (Folge 2x11)
- 2005: Die Rettungsflieger (Folge 10x06)
- 2006: SOKO Wismar (Folge 3x05)
- 2006–2011: Alles was zählt
- 2011: Da kommt Kalle (Folge 4x17)
- 2012: Notruf Hafenkante (Folge 6x22)